# Asperugo procumbens
Asperugo procumbens és una espècie de planta dins el gènere monotípic Asperugo de plantes amb flors dins la família boraginàcia. És una planta nadiua d'Europa però ha estat introduïda en molts altres llocs del món. Als Països Catalans, principalment als estatges subalpí i montà, es troba en parts de Catalunya i del País Valencià, però manca a les Balears.

## Descripció
Planta que arriba a fer fins a 50 cm d'alt. La tija i les branques són fistuloses. La làmina de la fulla fa 20-80 x 6-19 mm (incloent-hi el pecíol), amb pèls a les dues bandes de la fulla. Corol·la blava de 2-4 mm de llargada. Fruits en núcules de 2,5-3 mm de llargada.

## Distribució i hàbitat
Planta nitròfila, ruderal, arvense, viària, es presenta en substrat bàsic, sovint en terrenys calcaris, de marga i guixos, és més rara en sòls sorrencs; viu en altituds de 100-2.300 metres a Europa, oest d'Àsia, nord d'Àfrica i península Ibèrica, excepte l'oest.